# Ievguenia Olchevskaïa
Ievguenia Zenonovna Olchevskaïa (russe : Евгения Зеноновна Ольшевская) est une plongeuse russe née le 7 septembre 1978 à Léningrad.
Aux Championnats du monde de natation, elle est médaillée d'argent en 2001 en plongeon synchronisé à 10 mètres et médaillée de bronze en 2003.
Aux Championnats d'Europe de natation, elle remporte le titre  en plongeon synchronisé à 10 mètres en 1999, est médaillée d'argent en 2000 et médaillée de bronze en plongeon synchronisé à 10 mètres en 2002.
Elle participe aux Jeux olympiques d'été de 2000.